# Distretto di Aksu (Isparta)
Il distretto di Aksu (in turco Aksu ilçesi) è uno dei distretti della provincia di Isparta, in Turchia.